# Aventinus (római domb)
Az Aventinus egyike a hét dombnak, amelyekre Róma épült.
Nem tisztázott, hogy a két Aventinus közül kiről kapta nevét. Az egyik Aventinus király volt a szomszédos Alba Longa városban és a hagyomány szerint ezen a római dombon temették el. A másik Aventinus az Aeneis, Vergilius eposza szerint Hercules és Rhea papnő fia volt.
Az Aventinuson keresztül futott Róma régi, jórészt az i. e. 4. század elején épült védőfala, a Servius-féle fal és kapui is nyíltak itt, mint a Porta Naevia, vagy a hegy északi vége és a Tiberis folyó közt a Porta Trigemina. Katonailag fontos pont volt, amelyről ellenőrizni lehetett a Tiberis folyón haladó kereskedelmet.
A császárkorban a XI. és XII. regio és a Tiberis közti területet foglalta el egészen az Aurelianus-féle falig, amelybe a porta Ostiensis mellett bele van foglalva a C. Cestius tribunus plebis 37 méter magas piramis alakú síremléke (Sepulcrum Cestii). A regio templomai közül ismeretes fekvésűek a Servius Tulliustól alapított latinus szövetségi templom, a Templum Dianae; a Marcus Furius Camillustól i. e. 392-ben felszentelt Templum Junonis Reginae, továbbá Juppiter Dolichenus temploma, a Dolichenum és a Templum Lunae az Aventinus északi sarkán. Fekvése nem ismeretes Minerva, Jupiter Libertas és Libertas templomainak. Diana templomának közelében állott Marcus Ulpius Traianus római császár barátjának, Lucius Licinius Surának a háza, ki nyilvános fürdőt is építtetett itt (Domus Surae); ezzel szomszédos volt a Caius Traianus Decius római császár rendeletére épült Thermae Decianae. Az Aventinus és a Tiberis közti keskeny partszegélyen húzódott végig a Porticus Aemilia, amelyet a Tiberis partján újraépített Emporiummal egyidejűleg, mint odavezető fedett utat i. e. 193-ban építtett M. Aemilius Lepidus és L. Aemilius Paullus censor. A Róma tengerentúli forgalmának lebonyolítására szolgáló Emporium, (partvonala mintegy 600 m hosszú) környéke tele volt óriási raktárakkal, különösen a behozott gabona raktározására; e raktárakat a Sulpicia gensnek egykori birtokán építették, és Horrea Sulpicia, majd Galba császár hozzájáruló újabb építkezéseiről Horrea Galbiana néven nevezték; szomszédos volt vele a Horrea Aniciana nevű raktár.
Az Aventinus és a Palatinus dombok közt épült i. e. 495-ben a Circus Maximus.

Az Aventinus és a hat másik domb elhelyezkedése

Az ókori rómaiak fegyvereikkel az Aventinuson gyűltek össze az október 19-i Mars ünnepre, az Armilustriumra.
Az olasz fasizmus idején, Giacomo Matteotti baloldali politikus meggyilkolása után 1924-ben az Aventinus hegyre vonultak ki a parlamentet a fasizmus elleni tiltakozásul elhagyó ellenzéki politikusok (ez volt az aventinusi szakadás).
Az Aventinus ma elegáns lakónegyed Róma Ripa kerületében (olaszul: rione).
Az Aventinushoz több ókeresztény szent neve kapcsolódik, például Szent Priscáé, akinek bazilikája, a Santa Prisca az Aventinuson épült a 4. vagy 5. században Mithrász temploma felett.